# ملانی اسکروفانو
ملانی اسکروفانو (انگلیسی: Melanie Scrofano؛ زادهٔ ۳۱ دسامبر ۱۹۸۲) بازیگر و مدل اهل کانادا است. وی از سال ۲۰۰۲ میلادی تاکنون مشغول فعالیت بوده‌است.
از فیلم‌ها یا برنامه‌های تلویزیونی که وی در آن نقش داشته‌است، می‌توان به پلیس آهنی، پرستار سه‌بعدی  و آماده باشی یا نه اشاره کرد.